# Meggen
Meggen är en ort och kommun vid Vierwaldstättersjön i distriktet Luzern-Land i kantonen Luzern, Schweiz. Kommunen har 7 771 invånare (2023).